# Benthana longipes
Benthana longipes är en kräftdjursart som beskrevs av Lemos de Castro 1958. Benthana longipes ingår i släktet Benthana och familjen Philosciidae. Inga underarter finns listade i Catalogue of Life.